# Olympiska vinterspelen 2026
Olympiska vinterspelen 2026 blir de 25:e olympiska vinterspelen och kommer att äga rum i Milano och Cortina d'Ampezzo i Italien.
Preliminära ansökningar om att få arrangera spelen inlämnades våren 2017 och formella ansökningar i mars 2018 till Internationella olympiska kommittén (IOK). Den 24 juni 2019 valdes Milano-Cortina d'Ampezzo till arrangör. 
Olympiska vinterspelen 1956 hölls i Cortina d'Ampezzo. Cortina var tänkt som värdort för Olympiska vinterspelen 1944, men spelen ställdes in på grund av andra världskriget. 

## Kandidater
Den 4 oktober 2018 meddelade Thomas Bach att IOK ansåg att tre städer var huvudkandidater för att få arrangera vinterspelen. Calgary i Kanada var en av dessa, men den 14 november 2018 meddelade staden att den hade dragit sig ur efter en lokal folkomröstning.

## Omröstningsresultatet
- 47 röster – Milano och Cortina d'Ampezzo i Italien[2][3]
- 34 röster – Stockholm, Åre och Falun[3][4][5]

## Stockholms OS-ansökan
Sverige sökte, men drog sig tillbaka från, OS 2022. Sveriges Olympiska Kommittés ordförande sade dock i december 2014 att Sverige kunde tänka sig att söka igen, med tanke på att IOK vill minska kostnaden för arrangörer. Kostnaden och osäkerheten kring dess storlek var problemet med ansökan till spelen 2022. Den 24 april 2017 meddelades att Sverige inte kommer att ansöka om vinterspelen 2026. Den 16 januari 2018 meddelade Sveriges Olympiska Kommitté (SOK) att man dock kommer att ansöka om att arrangera spelen, eftersom förutsättningarna såg bättre ut.
Den 4 oktober 2018 meddelade IOK på en presskonferens i Buenos Aires att Stockholm är en av 3 möjliga värdstäder för vinter-OS 2026. För att gå vidare med en formell ansökan måste dock ansvariga politiker samt regeringen "leverera ett ja innan året är slut" enligt Peter Reinebo, verksamhetschef på SOK. SOK fick i december 2018 dispens från kravet att ha statliga garantier i sin ansökan om att arrangera vinter-OS, eftersom regeringsfrågan inte var löst än.
11 januari 2019, samma dag som SOK:s ansökan skulle skickas in, öppnade Stockholms stad för att OS skulle kunna arrangeras i staden och att allmänna platser och arenor skulle upplåtas för ändamålet. Staden ämnade dock inte ta några kostnader. Den 9 april 2019 gav regeringen klartecken till att staten kan bekosta säkerheten under evenemanget.

## Tillbakadragna ansökningar
-  Calgary i Kanada.
-  Erzurum i Turkiet (drog sig ur oktober 2018)
-  Sapporo (och Niseko i Japan (drog sig ur september 2018)
-  Almaty i Kazakstan
-  Sion i Schweiz (drog sig ur juni 2018)
-  Dresden (Berlin och Garmisch-Partenkirchen) i Tyskland
-  Graz i Österrike (drog sig ur juli 2018)
-  Boston, Bozeman, Denver, Reno och Anchorage i USA.
-  Lillehammer i Norge